# Clyde Snow
Clyde Collins Snow (* 7. Januar 1928 in Fort Worth, Texas; † 16. Mai 2014 in Norman, Oklahoma) war ein US-amerikanischer forensischer Anthropologe. Seine Expertise bei der Interpretation von Skeletten machte ihn zu einem weltweit gefragten Fachmann zum Aufklären längst vergangener Verbrechen. Er analysierte unter anderem die Knochen von Tutanchamun, Josef Mengele und potenzieller Attentäter auf John F. Kennedy und verifizierte dadurch deren Echtheit. Er untersuchte Massengräber, identifizierte Todesursachen und half damit bei der Aufklärung von Kriegsverbrechen. Von Clyde Snow stammt der Satz: „Knochen können Rätsel sein, aber sie lügen nie, und sie riechen nicht unangenehm.“

## Leben
Snow wuchs als einziges Kind von Wister Clyde Snow und Sarah Isobell Collins in Ralls, Texas, auf. Mit zwölf Jahren stieß er beim Spaziergehen mit seinem Vater auf sein erstes Skelett – in Wirklichkeit die Vermischung zweier Skelette, hinter denen ein Mord stand. Snow tat sich schwer in der Schule und Universität. Seinen Master machte er 1955 im Fach Zoologie an der Technischen Universität von Texas, zwölf Jahre später promovierte er in Anthropologie an der Universität von Arizona. Um 1960 war Snow bei der Flugaufsichtsbehörde Federal Aviation Administration beschäftigt, erforschte die Auswirkungen von Flugzeugabstürzen auf die Passagiere und entwickelte neue Rückhaltesysteme und Fluchtwege in Flugzeugen. 1968 leitete er die Abteilung für forensische Anthropologie am Medizinischen Institut für zivile Luftfahrt (Civil Aeromedical Institute) in Oklahoma.
In den 1970er Jahren wandte sich Clyde Snow zunehmend der Forensik zu. Sein Talent im „Lesen von Knochen“ machte ihn zum gefragten Gutachter. 1978 nahm er vor einem Untersuchungsausschuss im amerikanischen Repräsentantenhaus (HSCA) zur Aufklärung der Ermordung des US-Präsidenten John F. Kennedy Stellung. 1979 begann er mit Menschenrechtsorganisationen zusammenzuarbeiten, reiste nach Argentinien und ordnete die Skelette in einem Massengrab Tötungstechniken der Argentinischen Militärjunta zu; mehrere Offiziere wurden aufgrund dieser Beweise vor Gericht gebracht und verurteilt.
Seine Reputation bei der Aufklärung von Massenverbrechen führte ihn zu Massengräbern u. a. in Guatemala, dem irakischen Teil Kurdistans, den Philippinen, El Salvador, Bosnien, Äthiopien, Bolivien, Peru, Kroatien und dem Irak. Er nutzte dabei sein Ansehen, um Strafprozesse aufgrund der forensischen Beweise anzustrengen. Immer wieder geriet sein Team in Schwierigkeiten mit staatlichen Ordnungsbehörden, die Snows Aufklärungsarbeiten fürchteten und verhindern wollten.
1985 reiste er im Auftrag des Simon Wiesenthal Centers nach Brasilien, um die sterblichen Überreste des lange gesuchten Nazi-Verbrechers Josef Mengele zu identifizieren. Seine Werkzeuge waren einfach, seine Recherchen umfangreich. Bei dem Gutachten brachte er u. a. den Schädelumfang mit Mengeles Hutgröße in Verbindung, die er in SS-Akten fand.
Snow lehrte an der Universität von Oklahoma und schulte an den Ausgrabungsorten anthropologische Forensiker. Er war mehrmals verheiratet und starb im Alter von 86 Jahren im Mai 2014 in einem Krankenhaus bei Oklahoma City an Krebs.

## Weiterführende Literatur
- Christopher Joyce: Witnesses from the Grave: The Stories Bones Tell, Ballantine 1992, ISBN 978-0-345-37552-0
- Kurzbiografie in der Digitalen Bibliothek von Oklahoma
- Geschichte des Argentinischen Teams für forensische Anthropologie EAAF
- Nachruf in der New York Times